# Strzelectwo na Letniej Uniwersjadzie 2007 – pistolet szybkostrzelny 25 metrów mężczyzn indywidualnie
Zawody strzeleckie w konkurencji "pistolet szybkostrzelny 25 metrów mężczyzn indywidualnie" odbyły się 11 sierpnia na obiekcie Shooting Range w Bangkoku.
Złoto wywalczył Marcel Gölden, srebro zdobył Leonid Ekimov, zaś brązowy medal przypadł dla Polaka Piotra Daniluka. 

## Finał
| Rk. | Kraj | Zawodnik         | Punkty |
| 1   | DEU  | Marcel Gölden    | 776.0  |
| 2   | RUS  | Leonid Ekimov    | 775.5  |
| 3   | POL  | Piotr Daniluk    | 766.5  |
| 4   | CZE  | Martin Podhráský | 766.1  |
| 5   | FRA  | Thibaut Sauvage  | 765.4  |
| 6   | RUS  | Ivan Stukachev   | 763.1  |